# Senecio hastifolius
Senecio hastifolius là một loài thực vật có hoa trong họ Cúc. Loài này được Less. miêu tả khoa học đầu tiên.